# Scottish Terrier
Der Scottish Terrier ist eine von der FCI (Nr.73, Gr.3, Sek. 2) anerkannte britische Hunderasse.

## Herkunft und Geschichtliches
Der heutige Typ wurde erst Ende des 19. Jahrhunderts geschaffen. Er ist eng mit dem Skye Terrier verwandt. Der West Highland White Terrier und der Cairn Terrier komplettieren die vier schottischen Terrier-Rassen. Früher wurde der Scottish Terrier auch als Aberdeen-Terrier bezeichnet. 1868 wurde dieser Hund modisch und in einer Ausstellung gezeigt, 1885 wurde die Rasse fixiert und 1897 im Kennel Club Stud Book eingetragen. Ursprünglich als Bauhund gezüchtet, hat er noch viel von einem Jagdhund und ist nicht primär ein Showhund. Vor und zu Beginn der Showzucht war der Scottish Terrier noch einiges hochbeiniger als heute, zwischen 30 und 33 cm Schulterhöhe. Früher waren die meisten Hunde noch gestromt (brindle) im Fell, erst später wurden die schwarzen (black) und weizenfarbenen (wheaten) Hunde gezüchtet.

## Beschreibung
Der Scottish Terrier ist auch in Deutschland sehr beliebt, er ist ein kühner Jäger und lebhafter Begleithund, ein untersetzter, kurzläufiger Hund, bis 28 cm groß und 10,4 kg schwer, schwarz (ca. 65 % der heutigen Hunde), gestromt (25 %) oder weizenfarben (unter 10 %). Er trägt ein wetterfestes, anliegendes, doppeltes Haarkleid, Deckhaar rau, dicht und drahtig. Die Ohren sind zierlich, dünn, spitz, aufrecht getragen.

## Haltung
Der Scottish Terrier gibt einen treuen und wachsamen Gefährten ab, muss aber von Anfang an konsequent erzogen werden, da er aufgrund seines ursprünglichen Zwecks einen eigenständigen Charakter hat und dadurch zu einer gewissen Sturheit neigt. Er soll nicht mit Druck oder Gewalt erzogen werden, sondern mit freundlicher Konsequenz und Motivation. Er ist im Allgemeinen recht mutig und unerschrocken, in der Familie aber auch sehr kinderfreundlich und sanft.
Das raue, dichte Haarkleid sollte regelmäßig getrimmt werden. Das dient einerseits zum Herausarbeiten des typischen Rassebildes, anderes der Gesunderhaltung und Pflege – denn nur bei regelmäßigem Trimming bleibt das Fell wetterfest, und der Scottie haart wenig.
Der Scottie möchte auch beschäftigt werden, da er sehr intelligent und arbeitsfreudig ist. Er kann noch heute im Bau arbeiten (wird in den USA als „Wettkampfsport“ betrieben), kann aber auch bei Gehorsamkeitsübungen (Obedience) und Agility viel Spaß und Erfolg haben.

## Rassespezifische Erkrankungen
Scotties zeigen oft in fortgeschrittenem Alter (ab ca. 7 Jahren) erhöhte Leberwerte, insbesondere Alkalische Phosphatase (AP/ALP). Dabei handelt es sich oft aber nicht um eine Erkrankung der Leber und die Tiere erreichen trotzdem ein normales Alter.
Bei Scottish Terriern tritt häufiger als bei anderen Hunderassen (bis zu 10-mal) Blasenkrebs auf. Neben nachgewiesenen Umwelteinflüssen (Unkrautvernichter, Schädlingsbekämpfung, Rauchen) sind genetische Ursachen wahrscheinlich. Die Forschungen zur Identifizierung des Gens werden derzeit in den USA durchgeführt.
Die Cranio-mandibuläre Osteopathie ist eine bei Jungtieren selten auftretende, sehr schmerzhafte Knochenkrankheit des Schädels. Der genaue Erbgang ist weitgehend erforscht, ein Gentest steht seit 1. Dezember 2012 zur Verfügung, so dass diese Erkrankung in Zukunft vermieden werden kann (siehe unter Cranio-mandibuläre Osteopathie).